# Herrschaft Neusorge
Die Herrschaft Neusorge war eine zum Amt Augustusburg gehörige territoriale Verwaltungseinheit des Kurfürstentums Sachsen.

## Geographische Ausdehnung
Das Gebiet der Herrschaft Neusorge befand sich zwischen Mittweida im Norden, Frankenberg im Osten und Chemnitz im Südwesten. Die Herrschaft wurde im Osten größtenteils von der Zschopau begrenzt. Das Gebiet befindet sich heute im Landkreis Mittelsachsen.

## Angrenzende Verwaltungseinheiten
|                                       | Amt Rochlitz                                |                             |
| Schönburgische Herrschaft Wechselburg | Kompassrose, die auf Nachbargemeinden zeigt | Amt Frankenberg-Sachsenburg |
|                                       | Amt Lichtenwalde                            |                             |

## Geschichte

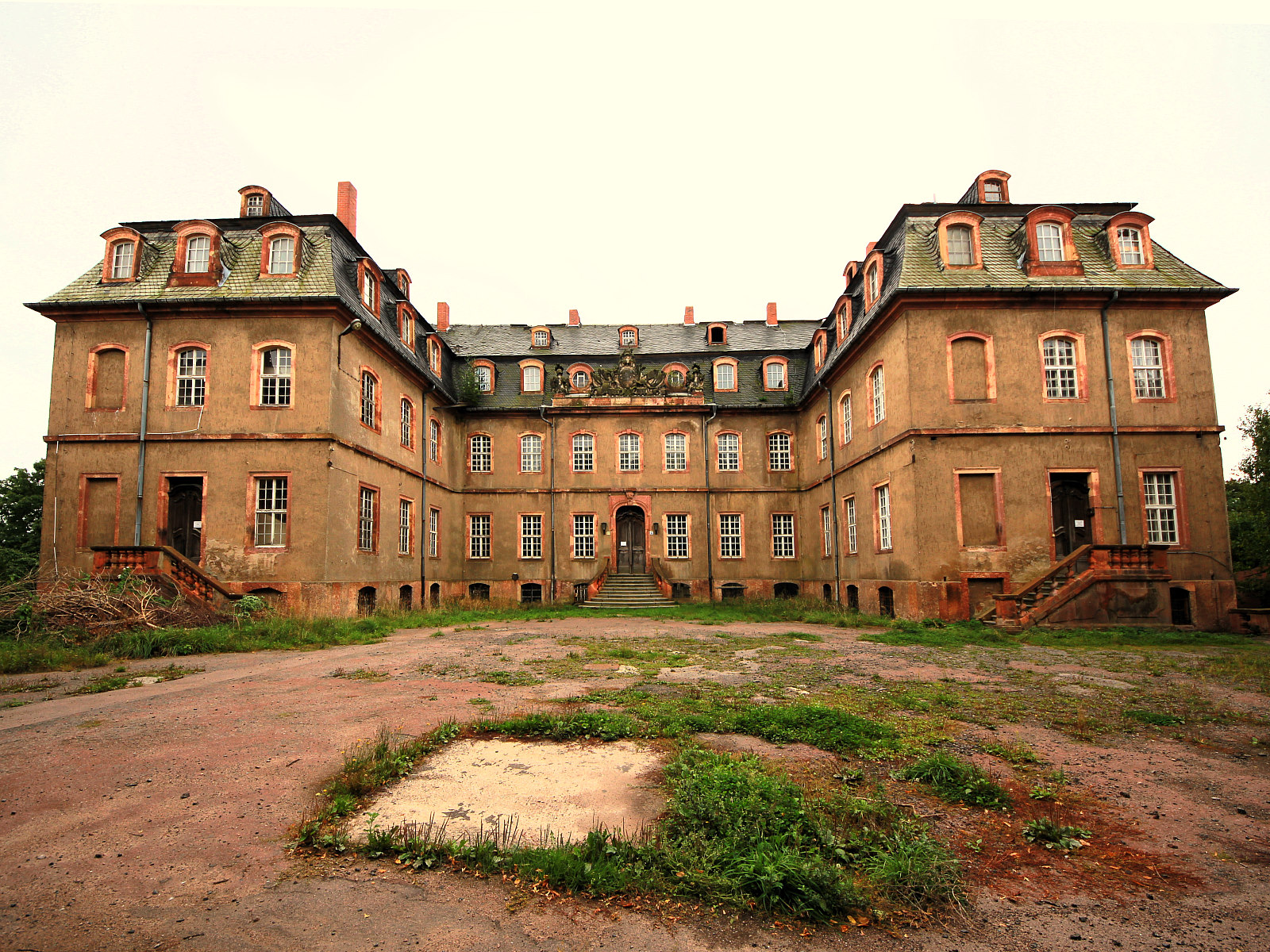
Schloss Neusorge

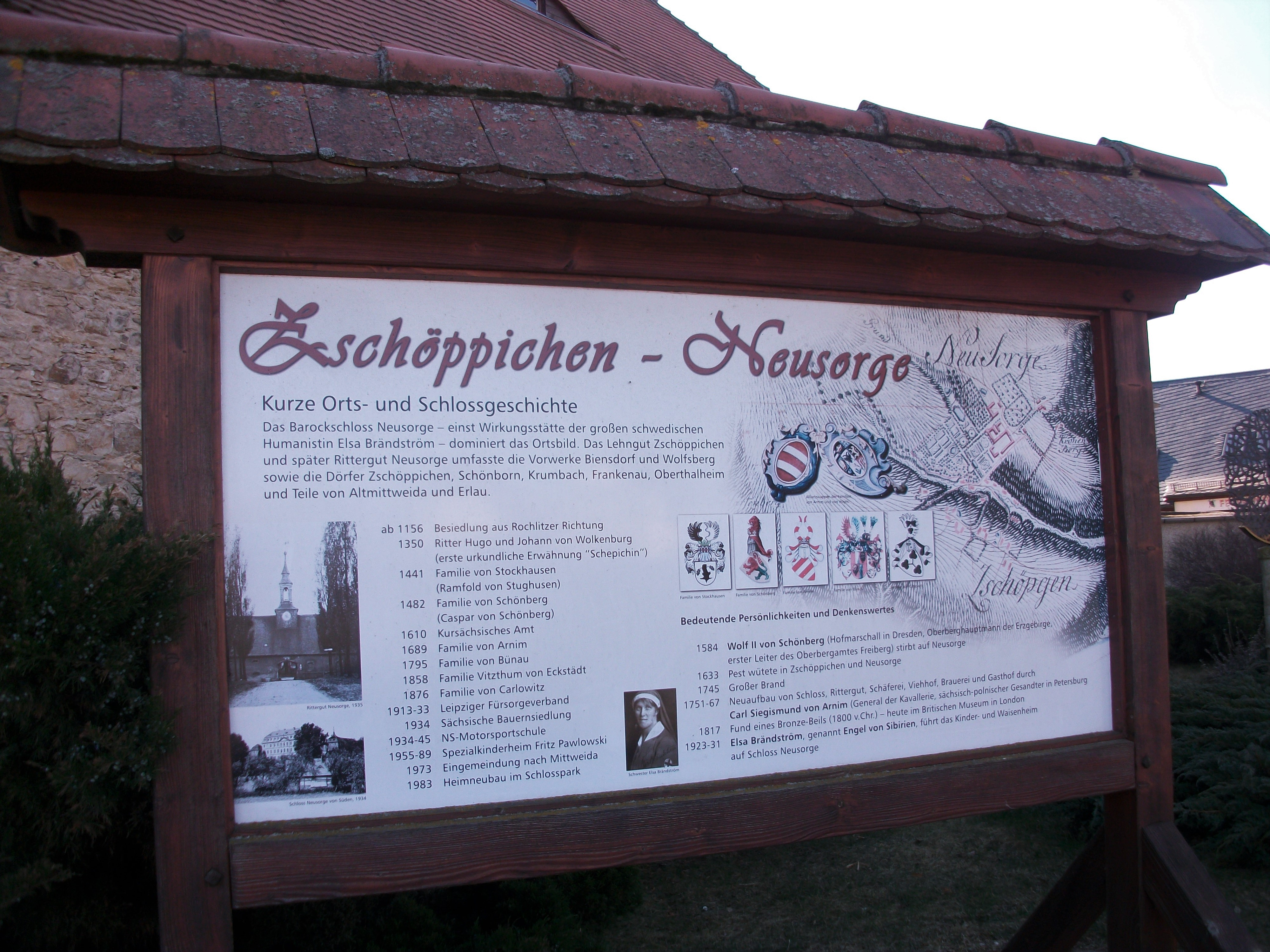
Zschöppichen-Neusorge, Infotafel

Zschöppichen wurde im Jahr 1350 als Besitz der Ritter von Wolkenburg erstmals urkundlich erwähnt und 1445 als Rittersitz benannt. Mitte des 15. Jahrhunderts gelangte Zschöppichen an die Familie von Stockhausen und von dieser im Erbgang an die Familie von Schönberg. Durch die Familie von Schönberg wurde der Name Neusorge geprägt, die nach einem Brand anstelle der Burganlage 1579 das Schloss Neusorge errichtete. 1610 wurde Neusorge an den Kurfürsten Christian II. von Sachsen veräußert. Das Rittergut mit den zugehörigen Orten wurde somit im Jahre 1610 dem Amt Augustusburg angegliedert. Die beiden Amtsgebiete waren territorial durch die Ämter Lichtenwalde und Frankenberg–Sachsenburg voneinander getrennt.
Nachdem im Jahr 1783 die Verwaltung des ehemals eigenständigen Amts Lichtenwalde vom Amt Frankenberg-Sachsenburg auf das Amt Augustusburg überging, war das Gebiet des Ritterguts Neusorge mit dem Augustusburger Kerngebiet über das Amt Lichtenwalde territorial verbunden. 1832 wurden die unter der Verwaltung des Ritterguts Neusorge stehenden Orte dem Amt Frankenberg-Sachsenburg zugeordnet, nur der Neusorger Anteil von Erlau kam an das Amt Rochlitz.
Das Rittergut Neusorge war bis zum 10. Oktober 1853 Patrimonialgericht. An diesem Tag ging seine Gerichtsbarkeit auf das neu gegründete Königliche Landgericht Mittweida über.

## Zugehörige Orte
Dörfer
| - Altmittweida (Anteil Rittergut Neusorge) - Biensdorf - Dreiwerden - Erlau (Anteil Rittergut Neusorge) (Exklave) - Frankenau (Exklave) | - Krumbach - Schönborn - Ober-Thalheim (Exklave) - Zschöppichen |